# Phymasterna maculifrons
Phymasterna maculifrons är en skalbaggsart som beskrevs av Charles Joseph Gahan 1890. Phymasterna maculifrons ingår i släktet Phymasterna och familjen långhorningar.
Artens utbredningsområde är Madagaskar. Inga underarter finns listade i Catalogue of Life.